# Prowincja Sourou
Prowincja Sourou – jedna z 45 prowincji w Burkina Faso.
Ma powierzchnię ponad 5,7 tys. km². W 2006 roku mieszkało w niej prawie 220 tysięcy ludzi. W 1996 roku na jej terenach zamieszkiwało ponad 188,5 tysiąca mieszkańców.